# Aleksandra Prijović

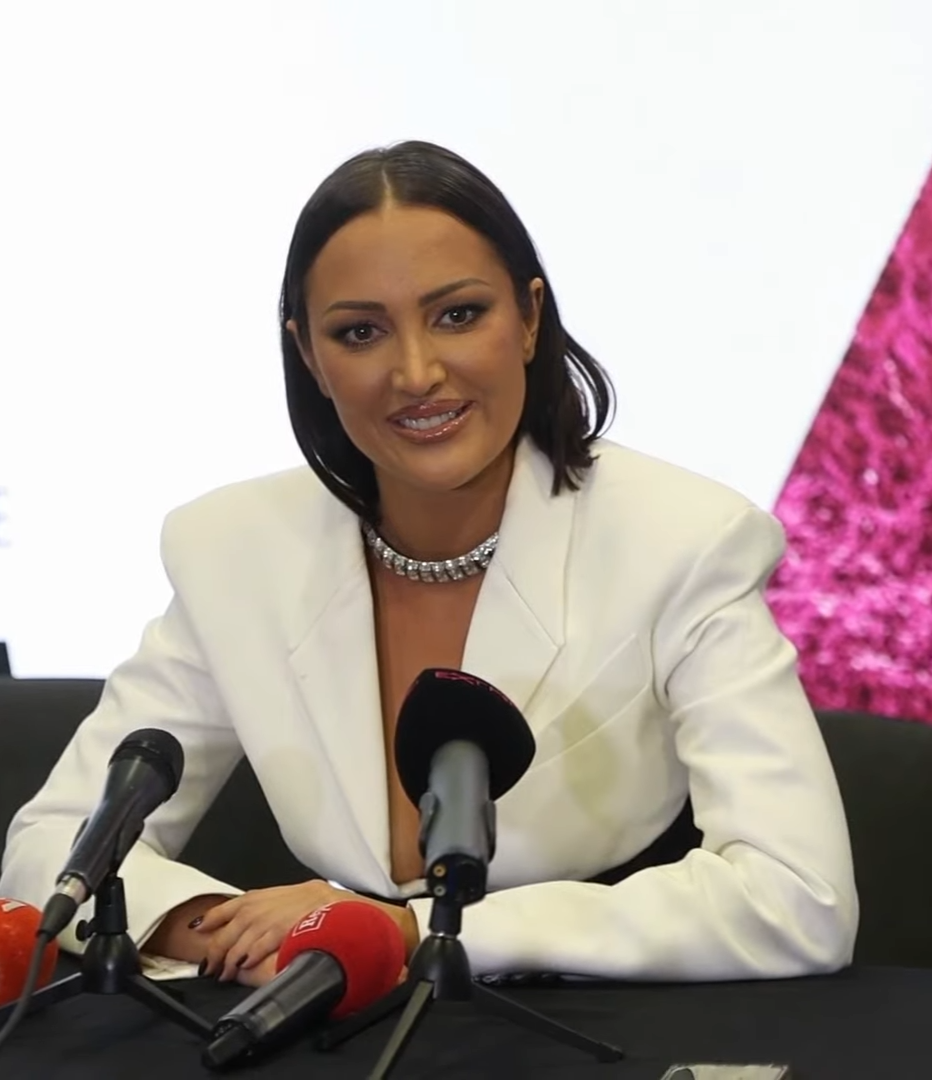
Aleksandra Prijović (2024)

Aleksandra Prijović (* 22. September 1995 in Sombor, Serbien) ist eine serbische Turbofolk- und Pop-Sängerin. Bekanntheit erlangte sie 2013 durch ihre Teilnahme an der TV-Show Zvezde Granda, bei der sie den vierten Platz belegte. Prijović hat bisher drei Alben veröffentlicht.

## Leben und Karriere
Die gebürtige Serbin wuchs im kroatischen Beli Manastir auf. Schon früh zeigte sie musikalisches Talent und trat bei Veranstaltungen ihrer Schule auf.
Prijović nahm 2013 an der serbischen Casting-Show Zvezde Granda teil und belegte den 4. Platz. Im Folgejahr nahm sie ein Duett mit dem Namen Ma pusti ponos (Lass diesen Stolz) mit dem Gewinner der Staffel Amar Jašarspahić Gile, einem bosnischen Sänger, auf. Anfang 2015 brachte sie das Lied Za nas kasno je (Für uns ist es zu spät) heraus. Der Song wurde zu einem großen Erfolg und war das beliebteste Lied der Region im Jahr 2015, weswegen sie auch eine Auszeichnung für das Lied des Jahres 2015 erhielt. Im Dezember 2015 nahm sie mit MC Stojan das Duett Šta bi auf und veröffentlichte ein Musikvideo dazu. Ende Mai 2016 veröffentlichte sie das Lied Totalna anestezija, das mit 65 Millionen Aufrufen auf YouTube außergewöhnlichen Erfolg hatte. Bereits am 25. Oktober desselben Jahres präsentierte sie das Lied Senke, das innerhalb von 24 Stunden eine Million Mal auf YouTube gehört wurde und den Rekord in der serbischen Musikszene brach.
Ihr erstes Album unter dem Namen Testament nahm sie 2017 auf. Das Album wurde ein kommerzieller Erfolg, insbesondere das gleichnamige Lied Testament. Die Medien behaupteten, dass Prijović mit diesem Album immer mehr an den Stil des Turbo-Folk-Stars Ceca erinnere.

### Privates
2018 heiratete sie Filip Zivojinović. Im Februar 2019 kam ihr gemeinsamer Sohn zur Welt.

## Kontroversen
Das 2017 erschienene Lied Separe rückte kurz nach der Erscheinung in den Fokus der serbischen Medien, da das freizügige Musikvideo Sado-Maso Inhalte enthielt. Das Lied war das erste in der Region, welches von YouTube mit einer Altersbeschränkung für Personen unter 18 Jahren versehen wurde.

## Diskografie

### Alben
- 2017: Testament
- 2022: Zvuk tisine
- 2023: Devet života

### Singles (Auswahl)
| - 2013: Još večeras plakaću za tobom - 2013: Ma pusti ponos (mit Amar Jašarspahić Gile) - 2014: Za nas kasno je - 2015: Šta bi (mit MC Stojan) - 2016: Totalna anestezija - 2016: Senke - 2017: Separe - 2017: Klizav Pod - 2017: Testament - 2017: Sledeća - 2017: Telo - 2017: Voljena Greško - 2017: Mesto Zločina - 2017: Uspomene - 2017: Litar vina, litar krvi (mit Aco Pejović) - 2018: Ko si ti (mit Saša Matić) - 2019: Neponovljivo - 2019: Bogata Sirotinja - 2020: Duguješ mi dva života - 2020: Legitimno - 2021: Dodji sebi - 2022: Zvuk tišine | - 2022: Sabotiram - 2022: Svetlo - 2022: Javno mesto - 2022: Ogavno - 2022: Ja sam odlično - 2022: Marš - 2022: Legitimno - 2022: Bogata Sirotinja - 2022: Dođi Sebi (mit Lexington Band) - 2022: Duguješ Mi Dva Života - 2022: Neponovljivo - 2023: Kuca strave - 2023: Dam Dam Dam - 2023: Psiho - 2023: Placebo - 2023: Devet Života - 2023: Prvi Si Počeo - 2023: Sve Po Starom - 2023: Zver - 2023: Ludnica (mit Dejan Kostić) - 2024: Poslednji Kabare |